# مناطق الاتحاد الدولي للاتصالات

مناطق الاتحاد الدولي للاتصالات.
منطقة 1
منطقة 2
منطقة 3

قام الاتحاد الدولي للإتصالات (ITU) بتقسيم العالم في لوائحة التنظيمية العالمية للراديو إلى ثلاث مناطق (تسمى بالإنكليزية: ITU Region) وذلك لغرض إدارة وتنظيم الطيف الراديوي العالمي بحيث ان كل منطقة من هذه المناطق لها مجموعتها الخاصة من تخصيصات الحزم الترددية.

## حدود المناطق
- منطقة 1: تشمل أوروبا وأفريقيا ومنطقة الشرق الأوسط غربي الخليج العربي ومن ضمنها العراق وتشمل أيضا مناطق الاتحاد السوفيتي السابق ومنغوليا.
  - الحدود الغربية لهذه المنطقة يحددها الخط ب.
- منطقة 2: وتتألف من الأمريكيتين وجرينلاند وبعض من جزر المحيط الهادئ الشرقية.
  - الحدود الشرقية لهذه المنطقة يحددها الخط ب.
- منطقة 3: وتشمل على معظم مناطق اسيا التي كانت تقع خارج الاتحاد السوفيتي السابق ابتداءاً من إيران ومعظم أوقيانوسيا.

الخط ب:
هو خط يمتد من القطب الشمالي على طول خط الطول 10 درجة غرب غرينتش إلى تقاطعه مع خط العرض 72 درجة شمالا. ثم مرورا بقوس دائرة عظمى إلى تقاطع خط الطول 50 درجة غربا وخط عرض 40 درجة شمالا. ثم يمر بقوس دائرة عظمى إلى تقاطع خط الطول 20 درجة غربا وخط العرض 10 درجة جنوبا؛ من هناك على طول خط الطول 20 درجة غربا إلى القطب الجنوبي.

## بعض الإستخدامات
تعريف منطقة الإذاعات الأوروبية (European Broadcasting Area) يستخدم بعضاً من تعاريف المنطقة 1.